# Nous les amoureux
«Nous les amoreux» (en español: Nosotros, los amantes) fue la canción ganadora del Festival de la Canción de Eurovisión 1961. Fue interpretada en francés por Jean-Claude Pascal representando a Luxemburgo.
La canción es una balada escrita desde el punto de vista de dos amantes que viven un amor que la sociedad no acepta. Años después el propio intérprete confirmó que hablaba de la homosexualidad, de la represión al amor entre personas del mismo sexo, y prediciendo un futuro cambio de vista respecto de la homosexualidad. El propio Jean Claude Pascal era homosexual, pero era algo que solo se conocía en los círculos artísticos, porque no podía revelar públicamente su orientación en una sociedad donde la homofobia era la regla. 
La canción llegó al número 1 de las listas de éxitos francesas en 1961, y permaneció durante cinco semanas en el primer lugar.